# Mumble rap
El Mumble rap (en español: Rap balbuceante) o SoundCloud rap es un peyorativo común utilizado para etiquetar a nuevos raperos, y a su vez ciertos grupos de fanes aún se refieren a él como una suerte de subgénero del hip hop que en gran parte se extendió en la plataforma de distribución de audio en línea SoundCloud en la década de 2010. El término se refiere a la acción de "balbucear", ya que cuando los artistas graban sus vocales no le prestan especial atención a la vocalización, y por lo general no comparten la típica importancia de lo lírico que el hip-hop promueve.
A pesar de que el término ha sido ampliamente criticado por ser poco preciso o peyorativo, algunos artistas se han apropiado de él. Otros, por su parte, han defendido el estilo como una nueva fase y una evolución del género.

## Estilo y etimología
El término "rap balbuceante" (en inglés mumble rap) fue utilizado por primera vez en 2014 en VladTV por el periodista de batallas de rap de Michael Hughes, en una entrevista a Loaded Lux un rapero de batallas donde hablaban de este estilo emergente en el hip hop. Hay un desacuerdo respecto de quién fue el primero en utilizar este estilo, a pesar de que su creación ha sido atribuida a raperos como Gucci Mane, Chief Keef, y más notablemente Future por su sencillo de 2011 "Tony Montana" el cual es a menudo citado como la primera canción de rap balbuceante. El término era primero utilizado para describir raperos cuyas letras eran inciertas, pero el uso del término se expandió para incluir raperos que según publicaciones en Reddit y la comunidad de YouTube no hacían énfasis en la calidad de su lírica. Algunos han dicho que artistas como Das EFX y Fu-Schnickens ya rapeaban así previo a la creación del término. Los "raperos balbuceantes" tienden a hablar sobre fármacos, sexo, dinero, joyas, ropa de diseñador, y fiesta. Los raperos que se identifican con el "rap balbuceante" también tienden a utilizar el denominado "aye" flow, donde añaden palabras como "yeah", "sí" y "uh" al inicio o fin de sus líneas.
"Rap balbuceante" es casi exclusivamente utilizado como término peyorativo en referencia a una incoherencia percibida en las letras del artista. Oscar Harold del Cardinal Times declaró que el término es un sinsentido, argumentando que el raperos como Future recae más en melodías de pop y efectos vocales, como Auto-Tune, que tan solo en balbucear. Justin Charity, un escritor del plantel de The Ringer, argumenta que el término es innecesariamente reductivo y no hace referencia a un tipo concreto de forma de rapear. Escribió que muchos de los artistas que a menudo se convierten en chivos expiatorios en conversaciones sobre el subgénero en realidad no balbucean, lo que "es la señal de alerta de que el término no es una subcategorización útil".

## Escena de rap en SoundCloud
En 2017, el crítico de música, Jon Caramanica de The New York Times opinó que los raperos de Soundcloud "en el último año se ha convertido en el más vital y disruptivo nuevo movimiento del hip-hop". Todd Moscowitz, el fundador de Alamo Records, llamó la escena un "movimiento lo-fi" nota los graves fuertemente distorsionados y la falta intencionada de pulcritud en el sonido. Cuando Ski Mask the Slump God habló de las técnicas de grabación al estilo lo-fi, dijo "Era como el peor set-up, [pero] podías montarlo donde fuera y esa era la ola en la que estábamos montados... La energía cruda de aquello – la distorsión – es nuestra especialidad y la utilizamos a nuestra ventaja." La revista Spin destacó que la compañía Soundcloud no fue capaz de aprovechar la popularidad del rap en SoundCloud para mejorar sus problemas financieros. En enero de 2019, tras las muertes de Lil Peep en 2017 y XXXTentacion en 2018, la entrada de Lil Xan a rehabilitación, y 6ix9ine con sus problemas legales, Stephen Witt de la revista Rolling Stone argumentó que la ola de rap de Soundcloud había entrado en decadencia. La muerte de Juice WRLD en 2019 ha sido descrita como la muerte del rap de Soundcloud.

## Recepción
Los raperos que han mostrado cierto descontento con el estilo del rap balbuceante son J. Cole, Logic, Chris Webby, Russ, Joyner Lucas, Kendrick Lamar y Eminem. En su álbum Kamikaze, Eminem criticó múltiples "mumble rappers" después de declarar que "El boom bap está volviendo con un hacha para acabar con el "mumble rap" "en su canción Oruga de Royce da 5'9". Eminem en su diss track "Killshot", el cual principalmente iba dirigido a Machine Gun Kelly, incluyó una línea donde él peyorativamente denominó a MGK como un "mumble rapper". El rapero Pete Rock criticó el estilo por abandonar uno de los pilares del hip-hop. El crítico musical Robert Christgau  opinó, "El rap de Soundcloud es tan sufrido como cualquier otra clase de hip-hop con retórica sexista, necesito buenas razones para escucharlos." Y añade, " estoy harto de la palabra 'puta'", particularmente marcando su rechazo por la música de XXXTentacion de esos momentos.
En defensa del estilo, Justin Charity de The Ringer sugirió que el debate es "realmente acerca de como genera incomodidad el hecho de que una generación de jóvenes artistas hayan escogido utilizar sus voces en maneras extrañas, sin precedentes, y contra los deseos de sus padres y predecesores." The Guardian comparó el estilo con la primera ola de punk, destacando que comparte una "simplicidad auditiva, inanidad con gracia y sentido de transgresión." The Vibe enlazó el "mumble rap" a formas más tempranas de hip-hop, así como jazz de Scat. Para The Conversation, Adam de Paor-Evans dijo que en su opinión el "mumble rap" es una reflexión de perezocidad, sugiriendo en cambio que es una reflexión acerca del aburrimiento que resulta de la inmediatez y velocidad de la vida cultural contemporánea." Red Bull Music Academy declaró que "lo llamen como lo llamen — SoundCloud rap, emo trap, mumble rap — una cosa es segura: estos raperos están forjando caminos nuevos, empujando las fronteras de lo qué es el rap, para quién es, y cómo se distribuye."
El pionero en el rap Grandmaster Caz expresó aceptación hacia el estilo, declarando "Está todo bien [...] Son una generación diferente, ellos hacen algo diferente, tienen un orden del día diferente y sus influencias provienen de sitios diferentes." El pionero en el funk George Clinton de Parliament-Funkadelic se declaró un oyente de mumble rap, dejando claro que "intentamos prestar atención a cualquier nuevo tipo de música que se meta en el sistema de la gente." El podcaster y anfitrión de televisión The Kid Mero rechaza las críticas hacia el estilo, argumentando que "Si auditivamente lo que dicen es estrafalario, por qué voy a siquiera escuchar lo que tienen para decir. Si lo reproduzco y el beat es molesto de escuchar, no pretendo quedarme a escucharte decir ‘lírico metafísico, grífico...' (refiriéndose a rimas fáciles de hacer, comunes en el mumble rap)"